# Ośrodek wypoczynkowy Urzędu Rady Ministrów w Konewce
Ośrodek wypoczynkowy URM, nazywany „Willą Gierka” – willa wybudowana blisko trasy Katowice-Warszawa, obok wsi Konewka, koło Spały, w województwie łódzkim przez 7 Samodzielny Batalion Inżynieryjno-Budowlany NJW MSW.

## Historia

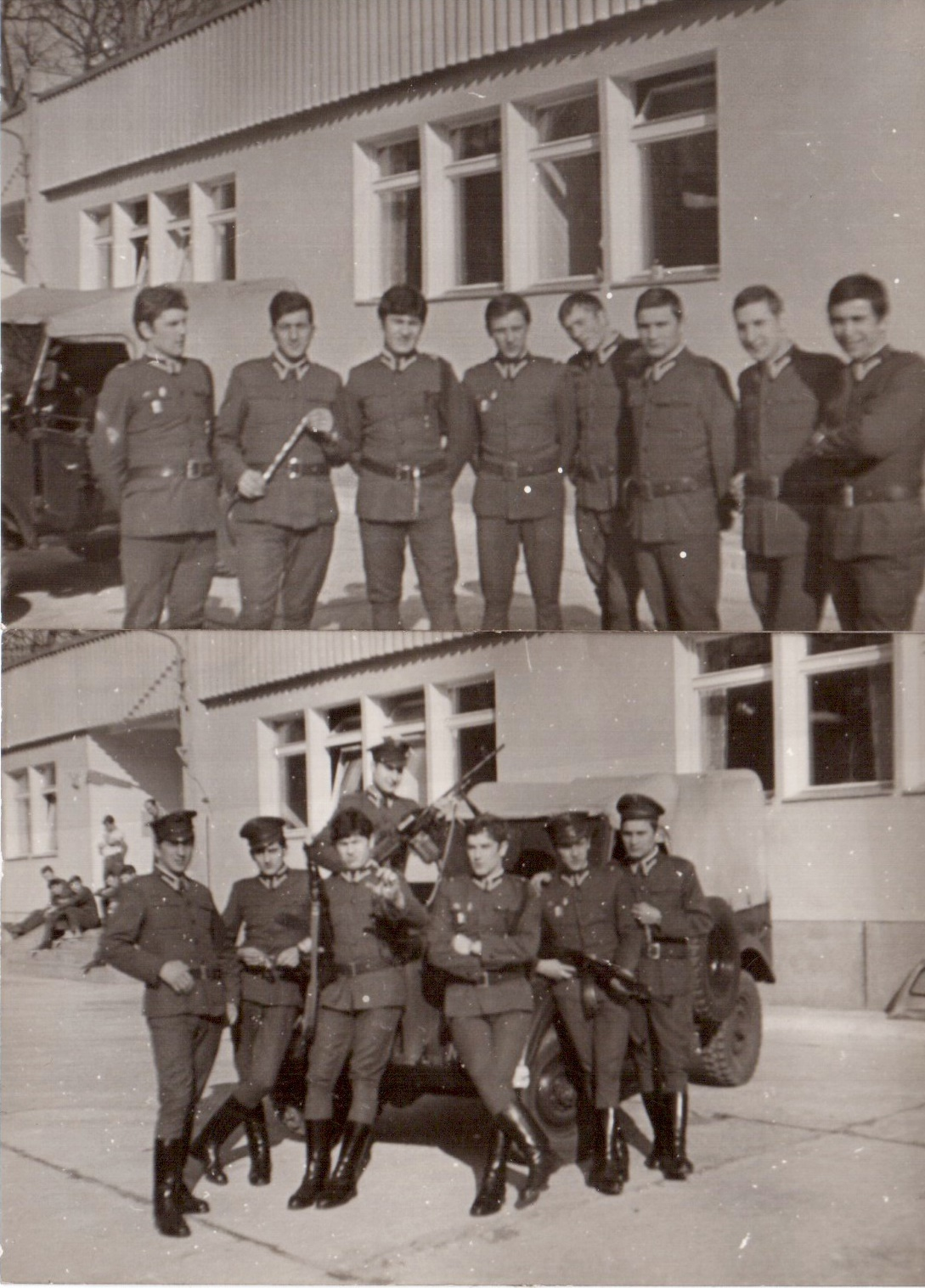
Załoga Ochronna tzw. Willi Gierka na tle koszar, 1975

Rezydencja Urzędu Rady Ministrów obejmowała ok. 114 hektarów lasu. Wybudowano ją w latach 1972–1973, na leśnej polanie w lasach spalskich, w odległości około 3 km od Konewki. Nazwa wzięła się stąd, że bywał tu I sekretarz KC PZPR Edward Gierek, często z rodziną. W willi były m.in. sala kinowa z kominkiem, sala gimnastyczna, a także niewielki basen kąpielowy i sauna. Do ośrodka prowadziły leśne drogi, jedna od trasy Warszawa – Katowice, przez Glinnik dla kolumn rządowych, druga przez Konewkę dla wojska – ochrony obiektu. Na terenie ośrodka wybudowano zaporę i zalew na rzece Gać, która przepływa przez teren byłego ośrodka, z wyspą i mostkiem prowadzącym na tę wyspę. Ośrodek miał lądowisko dla helikopterów.
Wraz z obiektem głównym – Willą, wybudowano garaże dla samochodów BOR-u, stację paliw, kotłownię, hotel dla ochrony z BOR-u, centralę telefoniczną, stację transformatorową, kanalizację i wodociąg. Obiekt był wówczas tajny. Oficjalna nazwa ośrodka to Obiekt 301 Spała. Teren ogrodzono siatką metalową, na 2 bramach wjazdowych wybudowano wartownie. Przed zamknięciem ogrodzenia wypłoszono z całego terenu zwierzynę leśną, by wyeliminować zagrożenie wścieklizną.
Cały kompleks był ochraniany przez około 40 żołnierzy z Warszawskiej Jednostki MSW im. Czwartaków AL, stacjonujących w wybudowanych na terenie ośrodka koszarach. Załoga ochronna była zmieniana co pół roku, stanowili ją żołnierze po 1,5 roku pełnienia służby wartowniczej na obiektach rządowych w Warszawie.
W czasie gdy przebywali w ośrodku członkowie Rządu, na pobliskim lotnisku wojskowym w Nowym Glinniku obowiązywał zakaz lotów.
Ośrodek istniał do 1981 roku, kiedy to od Urzędu Rady Ministrów obiekt przejął Okręgowy Zarząd Lasów Państwowych w Łodzi.

### Własność LOT
Trzy lata później LOT wydzierżawił ośrodek od Okręgowego Zarządu Lasów Państwowych w Łodzi i utworzył ośrodek szkolno-wypoczynkowy dla pracowników firmy i ich rodzin. Przebudowano Willę i koszary dostosowując je do wymogów wczasów pracowniczych i kolonii. W 2003 roku LOT nie przedłużył umowy dalszej dzierżawy obiektu z Lasami Państwowymi. Nowoczesne budynki i wyposażenie przeszły ponownie pod Kancelarię Prezesa Rady Ministrów. Zostały jednak pozbawione ochrony, pozostawione na pastwę losu i były stopniowo dewastowane przez okoliczną ludność. Ruiny ośrodka zostały wyburzone całkowicie w 2011 roku. Teren został zniwelowany i zalesiony przez Okręgowy Zarząd Lasów Państwowych w Łodzi. W 2022 po ośrodku pozostały jedynie: zalew z niszczejącą zaporą, zrujnowany mostek prowadzący na sztuczną wysepkę na zalewie, stacja transformatorowa, wybetonowany plac w miejscu koszar załogi ochronnej i drogi niegdyś prowadzące do willi i koszar.